# Етепе Какоко
Етепе Какоко (фр. Etepe Kakoko, нар. 22 листопада 1950, Леопольдвіль) — заїрський футболіст, що грав на позиції нападника. У 2006 році він був обраний Африканською конфедерацією футболу до списку 200 найкращих африканських футболістів за останні 50 років. 
Виступав, зокрема, за «Штутгарт», а також національну збірну Заїру. У складі збірної — володар Кубка африканських націй.

## Клубна кар'єра
У дорослому футболі дебютував 1968 року виступами за команду «Імана» (Кіншаса), в якій провів тринадцять сезонів, вигравши по два чемпіонати та кубку Заїра
У 1981 році він переїхав до ФРН, де став гравцем «Штутгарта». У складі «швабів» він провів тільки один матч у Бундеслізі в гостях проти «Вердера» в сезоні 1981/82, а з наступного сезону вже став виступати за «Саарбрюккена» з Оберліги, тодішнього третього дивізіоні країни. Забивши в 21 зустрічі ліги 14 голів, заїрець допоміг команді вийти з першого місця у Другу Бундеслігу. Там у наступному сезоні 1983/84 він відзначився 9 разів у 27 матчах чемпіонату, а клуб фінішував десятим.
Завершив ігрову кар'єру у команді «Боруссія» (Нойнкірхен), за яку виступав протягом сезону 1984/85 в Оберлізі.

## Виступи за збірні
Виступав за національну збірну Заїру. Учасник чотирьох Кубків африканських націй (1970, 1972, 1974 та 1976 років). Разом зі збірною став континентальним чемпіоном в 1974 році в Єгипті, відзначившись в заключному матчі групового етапу з Маврикієм.
У 1973 році він був визнаний четвертим найкращим футболістом року в Африці.
У кваліфікації на Чемпіонат світу 1974 року Какоко провів 9 матчів і забив 5 голів, допомігши Заїру стати першим учасником фінального етапу чемпіонату світу від Субсахарської Африки. На самому чемпіонаті світу, який проходив у ФРН, Бванга був заявлений під 21 номером. У своїй групі команда посіла останнє 4 місце, поступившись Шотландії, Бразилії та Югославії. Какоко зіграв провів повну зустріч проти Шотландії (0:2) і перший тайм гри проти Югославії (0:9), а команда встановила антирекорд чемпіонатів світу, пропустивши 14 голів і не забивши жодного.
Загалом протягом кар'єри у національній команді провів у її формі 31 матч і забив 9 голів.

## Титули і досягнення
- Володар Кубка африканських націй (1):

Заїр: 1974